# NK Kočevje
Nogometni klub Kočevje (tiếng Việt: Kočevje Football Club), thường hay gọi NK Kočevje hoặc đơn giản Kočevje, là một câu lạc bộ bóng đá Slovenia đến từ Kočevje, thi đấu ở Giải bóng đá hạng ba quốc gia Slovenia, cấp độ thứ ba của hệ thống giải bóng đá Slovenia. Câu lạc bộ được thành lập năm 1920.
Đội bóng đã vô địch Giải bóng đá hạng nhì quốc gia Slovenia mùa giải 1993–94 và thi đấu ở hạng cao nhất, Giải bóng đá vô địch quốc gia Slovenia, ở mùa giải 1994–95, trước khi phá sản vào cuối mùa.

## Danh hiệu
- Giải bóng đá hạng nhì quốc gia Slovenia: 1

1993–94
- Giải bóng đá hạng tư quốc gia Slovenia: 1

2018–19